# Sauconita
La sauconita és un mineral de la classe dels silicats, que pertany grup de minerals argilosos de l'esmectita. Rep el nom pel Saucon Valley, a Pennsilvània, on es va trobar per primera vegada l'any 1875.

## Característiques
La sauconita és un fil·losilicat de fórmula química Na0.3Zn₃((Si,Al)₄O10)(OH)₂·4H₂O. Cristal·litza en el sistema monoclínic. La seva duresa a l'escala de Mohs es troba entre 1 i 2. Es troba en dipòsits oxidats de zinc i coure.
Segons la classificació de Nickel-Strunz, la sauconita pertany a «09.EC - Fil·losilicats amb plans de mica, compostos per xarxes tetraèdriques i octaèdriques» juntament amb els següents minerals: minnesotaïta, talc, willemseïta, ferripirofil·lita, pirofil·lita, boromoscovita, celadonita, chernykhita, montdorita, moscovita, nanpingita, paragonita, roscoelita, tobelita, aluminoceladonita, cromofil·lita, ferroaluminoceladonita, ferroceladonita, cromoceladonita, tainiolita, ganterita, annita, ephesita, hendricksita, masutomilita, norrishita, flogopita, polilithionita, preiswerkita, siderofil·lita, tetraferriflogopita, fluorotetraferriflogopita, wonesita, eastonita, tetraferriannita, trilithionita, fluorannita, shirokshinita, shirozulita, sokolovaïta, aspidolita, fluoroflogopita, suhailita, yangzhumingita, orlovita, oxiflogopita, brammal·lita, margarita, anandita, bityita, clintonita, kinoshitalita, ferrokinoshitalita, oxikinoshitalita, fluorokinoshitalita, beidel·lita, kurumsakita, montmoril·lonita, nontronita, volkonskoïta, yakhontovita, hectorita, saponita, spadaïta, stevensita, swinefordita, zincsilita, ferrosaponita, vermiculita, bileyclor, chamosita, clinoclor, cookeïta, franklinfurnaceïta, gonyerita, nimita, ortochamosita, pennantita, sudoïita, donbassita, glagolevita, borocookeïta, aliettita, corrensita, dozyita, hidrobiotita, karpinskita, kulkeïta, lunijianlaïta, rectorita, saliotita, tosudita, brinrobertsita, macaulayita, burckhardtita, ferrisurita, surita, niksergievita i kegelita.